# Umjetno jezero Ivankovo
Umjetno jezero Ivankovo (rus. Иваньковское водохранилище), neformalno poznato kao Moskovsko more je najviši akumulacijski bazen na rijeci Volzi, u Moskovskoj i Tverskoj oblasti Rusije, koje se nalazi nekih 130 km sjeverno od Moskve. Brana akumulacijskog jezera nalazi se u gradu Dubna. Grad Konakovo nalazi se na njegovoj južnoj obali. Akumulacijsko jezero je povezano s rijekom Moskvom, Moskovskim kanalom i to je glavni izvor pitke vode za grad Moskvu. 
Povijesni gradić Korcheva i niz sela bili su potopljeni kad se akumulacijsko jezero punilo 1937. godine.
U Ivankovskom jezeru nalaze se: grgeč, bodorka, štuka, smuđ, deverika, crvenperka, uklija, balavac, manjić, som, bolen, klen, jez. Na svojim obalama i brojnim niskim otocima obraslih trskom i šašem, postoje odlične mogućnosti za gniježđenje plovki i ptica močvarica. Tijekom proljetnih i jesenskih preleta na obalama i otocima "Moskovskog mora" gužva je od mnogobrojnih ptica selica.